# مونتور (نيويورك)
مونتور (بالإنجليزية: Montour, New York)‏ هي بلدة أمريكية تقع في الولايات المتحدة في مقاطعة شويلر، نيويورك. يقدر عدد سكانها بـ 2,446 نسمة ومساحتها 48.3 كم2 وترتفع عن سطح البحر 226 متر.